# Chhang Dawa
 (janvier 2019).
Si vous disposez d'ouvrages ou d'articles de référence ou si vous connaissez des sites web de qualité traitant du thème abordé ici, merci de compléter l'article en donnant les références utiles à sa vérifiabilité et en les liant à la section « Notes et références ».
14 sommets de plus de 8 000 mètres d'altitude
Chhang Dawa Sherpa (né le lundi 30 juillet 1982 à Makalu au Népal) est un alpiniste népalais frère de Mingma Sherpa.

## Biographie
Chhang Dawa est né dans le district de Sankhuwasabha. Il est le frère de Mingma Sherpa, qui a également gravi les 14 sommets de plus de 8 000 mètres.
Son premier « 8000 » est le Cho Oyu à l'automne 2000.

## Sommets
| S.NO | Nom de la montagne | année | Saison    | Mètres (m) | Pays     |
| ---- | ------------------ | ----- | --------- | ---------- | -------- |
| 1    | Cho-Oyu            | 2000  | Automne   | 8201       | Népal    |
| 2    | Makalu             | 2001  | Printemps | 8463       | Népal    |
| 3    | Lhotse             | 2002  | Printemps | 8516       | Népal    |
| 4    | Cho-Oyu            | 2002  | Printemps | 8201       | Népal    |
| 5    | Everest            | 2003  | Printemps | 8849       | Népal    |
| 6    | Everest            | 2004  | Printemps | 8849       | Népal    |
| 7    | Everest            | 2005  | Printemps | 8849       | Népal    |
| 8    | Makalu             | 2008  | Printemps | 8463       | Népal    |
| 9    | Broad Peak         | 2008  | Été       | 8047       | Pakistan |
| 10   | Dhami Khang        | 2009  | Printemps | 7264       | Népal    |
| 11   | Nanga Parbat       | 2010  | Été       | 8125       | Pakistan |
| 12   | Gasherbrum-I       | 2010  | Été       | 8068       | Pakistan |
| 13   | Manaslu            | 2010  | Automne   | 8163       | Népal    |
| 14   | Langtang Lirung    | 2010  | Automne   | 7234       | Népal    |
| 15   | Kanchanjunga       | 2011  | Printemps | 8586       | Népal    |
| 16   | Gasherbrum-I       | 2011  | Été       | 8068       | Pakistan |
| 17   | Gasherbrum-II      | 2011  | Été       | 8035       | Pakistan |
| 18   | Manaslu            | 2011  | Automne   | 8163       | Népal    |
| 19   | Annapurna I        | 2012  | Printemps | 8091       | Nepal    |
| 20   | Dhaulagiri I       | 2012  | Printemps | 8167       | Népal    |
| 21   | K-2                | 2012  | Été       | 8611       | Pakistan |
| 22   | Shisha Pangma      | 2013  | Printemps | 8027       | Chine    |
| 23   | Dhaulagiri I       | 2014  | Printemps | 8167       | Népal    |